# Austrorossia australis
Austrorossia australis är en bläckfiskart som först beskrevs av Berry 1918.  Austrorossia australis ingår i släktet Austrorossia och familjen Sepiolidae. IUCN kategoriserar arten globalt som livskraftig. Inga underarter finns listade i Catalogue of Life.